# Galeria Sztuki „Dwór Karwacjanów” w Gorlicach
Galeria Sztuki „Dwór Karwacjanów” w Gorlicach – oddział Muzeum Dwory Karwacjanów i Gładyszów w Gorlicach, w latach 1983-1999 Galeria Sztuki w Gorlicach - oddział Nowosądeckiego Biura Wystaw Artystycznych. 
W połowie XVI wieku, po śmierci ostatniego z rodu Karwacjanów Gorlice odziedziczyli Straszowie. W czasie wojny w 1915 zbombardowany dwór spłonął, do 1928 jego mury rozbierano na potrzeby odbudowy okolicznych domów. W 1938 zaczęto zabezpieczać pozostałości dworu, który częściowo odbudowano dopiero w latach 70. XX w. Całkowita odbudowa, na podstawie archiwalnych fotografii, miała miejsce w latach 1982–1992, według projektu architekta Krzysztofa Filara.